# Зотов, Василий Глебович
Васи́лий Гле́бович Зо́тов (род. 16 декабря 1974, Москва, СССР) — советский и российский актёр театра и кино, заслуженный артист России (2006).

## Биография
Родился 16 декабря 1974 года в Москве.
Мать — актриса Татьяна Михайловна Васильева (р. 1948), служила в Московском драматическом театре имени А. С. Пушкина в 1971—1991 годах, впоследствии принимала участие в закадровом озвучивании кинофильмов для различных телеканалов.
Учился в школе № 80, после отчисления работал курьером и учился в вечерней школе № 9. В 1997 году он с отличием окончил Высшее театральное училище им. М. С. Щепкина (курс В. А. Сафронова) и был принят в труппу Государственного академического Малого театра.
На драматическую сцену Василий Зотов впервые вышел ещё студентом второго курса. Постепенно он становится одним из ведущих молодых артистов, получая лучшие роли классического романтического репертуара. Первой крупной работой Василия Зотова стал граф Анри д’Альбре из «Тайн Мадридского двора» Э. Скриба и Е. Легуве.
С середины 2000-х годов актёр также занимается дублированием и закадровым озвучиванием зарубежных фильмов и мультсериалов. В данную сферу попал по приглашению своего коллеги по театру, Василия Дахненко. Работал на студиях «Пифагор», «CPIG», «СВ-Дубль», «Арк-ТВ», «SDI Media Russia», «Эй Би Видео».

## Личная жизнь
Первая жена — Татьяна Васильевна Скиба (р. 14 октября 1969), актриса Малого театра. Василий познакомился с ней во время репетиции спектакля «Коварство и любовь». От данного брака есть сын Валерий (р. 2004).
Вторая жена (с 2014 года) — Ольга Николаевна Абрамова (р. 22 ноября 1985), также служит в Малом театре.

## Награды
- Заслуженный артист Российской Федерации (3 апреля 2006 года) — за заслуги в области искусства[5]

## Роли в Малом театре
- 1997 — «Царь Борис» А. К. Толстого — Стрелец, Князь Черкасский
- 1997 — «Тайны Мадридского двора» Э. Скриба и Э. Легуве — Граф Анри д`Альбре
- 1998 — «Коварство и любовь» Ф. Шиллера — Фердинанд
- 1999 — «Сказка о царе Салтане» А. С. Пушкина — Князь Гвидон
- 2000 — «Недоросль» Д. И. Фонвизина — Милон
- 2002 — «Усилия любви» У. Шекспира — Король
- 2005 — «На всякого мудреца довольно простоты» А. Н. Островского — Егор Глумов
- 2006 — «Мария Стюарт» Ф. Шиллера — Мортимер[6]
- 2007 — «Любовный круг» С.Моэма — Эдвард Льютон[7]
- 2008 — «Касатка» А. Н. Толстого — Князь Бельский
- 2012 — «Пиковая дама» А. С. Пушкина — князь Нарумов
- 2012 — «Сирано де Бержерак» Э. Ростана — Лебре
- 2014 — «Маскарад» М. Ю. Лермонтова — банкомёт, врач
- 2015 — «Сердце не камень» А. Н. Островского — Ераст[8]
- 2017 — «Король Лир» У. Шекспира — герцог Корнуэльский
- 2017 — «Таланты и поклонники» А. Н. Островского — Великатов[9]
- 2018 — «Тартюф» Мольера — Клеант

## Роли в кино
- 1982 — Россия молодая — Ванятка
- 1998 — День полнолуния — юноша в ресторане
- 2001 — Тайны следствия — оперуполномоченный
- 2002 — Главные роли
- 2004 — Возвращение Мухтара — Павел
- 2004 — Всадник по имени Смерть — Великий Князь Сергей Александрович Романов[10]
- 2004 — Звездочёт
- 2005 — Влюблённый агент. Не оставляйте надежду, маэстро! — Владимир Свиблов, капитан
- 2005 — Сатисфакция
- 2006 — Карамболь
- 2006 — Рельсы счастья — Красавец
- 2009 — Безмолвный свидетель — 3 — Роман
- 2009 — Одна семья — Артур, юрист
- 2009 — Отблески — киллер
- 2009 — Пуля-дура — 2 — Владимир Свиблов, майор милиции
- 2009 — Пуля-дура — 3 — Владимир Свиблов, майор милиции
- 2010 — Масквичи
- 2010 — Невидимки
- 2011 — Пуля-дура - 4 — Свиблов, следователь прокуратуры
- 2011 — Пуля-дура - 5 — Свиблов
- 2013 — Земский доктор. Возвращение — Славик, сосед Ларисы
- 2017 — Жена полицейского — топ-менеджер
- 2018 — Магия превыше всего — Алексей Бахрушин (главная роль)

## Дубляж и закадровое озвучивание

### Фильмы и телесериалы
- 2010—2016 — Шерлок — Доктор Ватсон[11][12][13][14]
- 2016 — Первый мститель: Противостояние — Эверетт К. Росс[14]
- 2016 — Великолепный век. Империя Кёсем — Мехмед Герай-хан, Искендер (шехзаде Яхья), султан Осман II[15]

### Видеоигры
- 2009 — Dragon Age: Origins — Зевран Аранай[16]
- 2009 — Assassin’s Creed II — Эцио Аудиторе да Фиренце[16]
- 2010 — Assassin’s Creed: Brotherhood — Эцио Аудиторе да Фиренце[16]
- 2011 — Homefront — Хоппер[16]
- 2012 — Risen 2: Dark Waters — Вентуро[16]
- 2013 — Beyond: Two Souls — Мэтт[16]
- 2015 — Assassin's Creed Syndicate — Генри Грин[16]
- 2018 — Assassin's Creed Odyssey — Брисон[16]
- 2020 — Cyberpunk 2077 — Финн Герштатт[16]
- 2020 — Guardian Tales — Рыцарь (мужчина), Фей[источник не указан 302 дня]
- 2023 — Resident Evil 4 — Рамон Салазар[17][16]